# Берёзка (Удмуртия)
Берёзка — деревня в Завьяловском районе Удмуртии, входит в Завьяловское сельское поселение. Находится в 10 км к востоку от центра Ижевска и в 4 км к северу от Завьялово. До Ижевска ходит автобус 331.

## Население
| 2010 | 2012 |
| ---- | ---- |
| 77   | ↗80  |